# Manfred Mühlmann

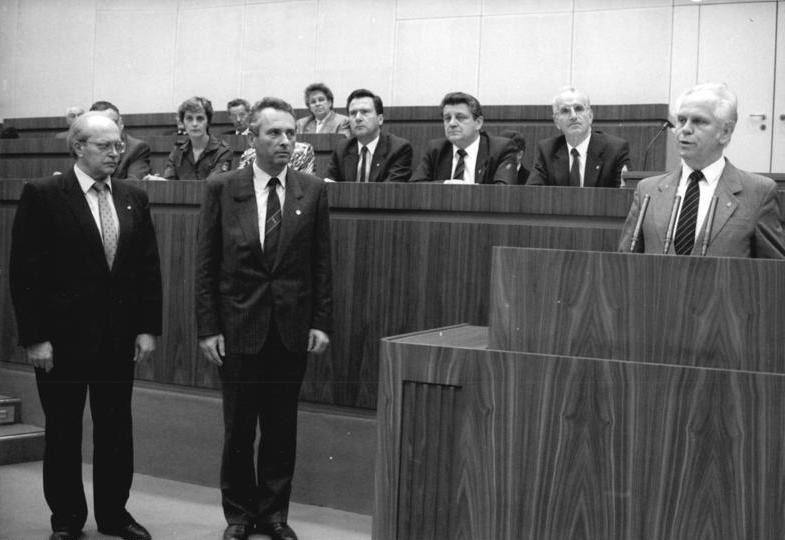
Die Volkskammer wählte am 17. November 1989 Manfred Mühlmann (Mitte) zum Stellvertreter des Vorsitzenden des Staatsrates. Zu sehen ferner: Gerhard Lindner (l.), Mitglied des Staatsrates, und Günther Maleuda (r.) Volkskammerpräsident.

Manfred Mühlmann (* 26. Dezember 1931 in Leipzig; † 4. Juni 2014 ebenda) war ein deutscher Rechtswissenschaftler und Politiker der DDR-Blockpartei NDPD.

## Leben
Mühlmann, Sohn eines Arbeiters, besuchte die Oberschule und legte das Abitur ab. 1946 trat er der FDJ, 1950 der National-Demokratischen Partei Deutschlands (NDPD) bei. 1950 arbeitete er als Transportarbeiter, nahm ein Studium der Rechtswissenschaft an der Karl-Marx-Universität Leipzig auf und schloss dieses 1954 als Diplomjurist ab. Ab 1954 war er als wissenschaftlicher Mitarbeiter und Hochschullehrer an der Karl-Marx-Universität tätig. 1961 promovierte er zum Dr. jur. 1966 habilitierte er sich zum Dr. sc. Zunächst Dozent, wurde er 1968 zum ordentlichen Professor für Sozial-, Zivil- und Zivilprozessrecht berufen und war 1969 bis 1975 stellvertretender Direktor der Sektion Rechtswissenschaft an der Karl-Marx-Universität. Von 1965 bis 1971 wirkte er als Vorsitzender des NDPD-Kreisverbandes Leipzig. Von 1967 bis 1990 war er Mitglied des Hauptausschusses und von 1971 bis 1982 Mitglied des NDPD-Bezirksvorstandes Leipzig. Von 1982 bis 1990 gehörte Mühlmann auch dem Präsidium des NDPD-Hauptausschusses an. Am 12. Januar 1970 wurde er anstelle des verstorbenen Vizepräsidenten Otto Rühle in den Nationalrat der Nationalen Front der DDR und sein Präsidium kooptiert und zum Vizepräsidenten gewählt.
Von 1976 bis März 1990 war Mühlmann Abgeordneter der Volkskammer der DDR. Er war 1976 bis 1986 Mitglied und ab 1986 Erster Stellvertretender Vorsitzender des Verfassungs- und Rechtsausschusses der Volkskammer. Am 17. November 1989 wurde er zum Stellvertreter des Vorsitzenden des Staatsrates der DDR gewählt (Nachfolger von Heinrich Homann). Dieses Amt hatte er bis zur Auflösung des Staatsrates durch die Volkskammer im April 1990 inne. Im Januar 1990 wurde er zum Vorsitzenden der Kommission der Volkskammer der DDR zur Veränderung und Ergänzung der Verfassung und am 30. Mai 1990 in die neugebildete Regierungskommission zur weiteren Auflösung des MfS/AfNS berufen.

## Auszeichnungen
- Vaterländischer Verdienstorden in Bronze (1974), in Silber (1979) und in Gold (1986)
- Verdienstmedaille der DDR

## Werke
- mit Herbert Kietz: Die Erziehungsaufgaben im Zivilprozeß der Deutschen Demokratischen Republik und die Rolle der gerichtlichen Entscheidungen. KMU Leipzig, Juristische Fakultät 1961 (Dissertation); Buchausgabe: Deutscher Zentralverlag, Berlin 1962.
- mit Herbert Kietz: Die Ursachen der Zivil- und Familienrechtskonflikte und die Aufgaben der Gerichte bei ihrer Aufdeckung und Überwindung. KMU Leipzig, Juristische Fakultät 1966 (Habilitationsschrift).
- mit Herbert Fiedler: Zivilrecht der DDR. Humboldt-Universität, Juristische Fakultät, Berlin 1968.
- mit Herbert Kietz: Konfliktursachen und Aufgaben der Zivil- und Familienrechtspflege. Staatsverlag der DDR, Berlin 1969.
- mit Joachim Goring und Martin Posch: Unser neues Zivilgesetzbuch. Staatsverlag der DDR, Berlin 1976.
- Miete. Staatsverlag der DDR, Berlin 1977.
- Sozialistische Lebensweise und persönliches Eigentum. Staatsverlag der DDR, Berlin 1978.
- mit Klaus Gläß: Bürger – Hausgemeinschaft – Wohngebiet. Staatsverlag der DDR, Berlin 1981.
- mit Mathias Beck: Wohnen als AWG-Mitglied. Staatsverlag der DDR, Berlin 1986.
- mit Gerhard Görner: Einführung in das BGB: mit Bezügen zum ZGB, FGB, GW [mit BGB-Übergangsregelung aus dem Einigungsvertrag]. Beck, München 1991.